# Hugh Dennis
Peter Hugh Dennis (Kettering, 13 februari 1962) is een Brits komiek, schrijver, acteur en voice-over, die onder meer werkte met Steve Punt.

## Levensloop
Dennis, wiens vader de bisschop van St. Edmundsbury en Ipswich was, groeide op in Mill Hill in Noord-Londen. Hij bezocht de University College School, een privéschool voor jongens in Hampstead. Later ging hij naar St John's College, aan de Universiteit van Cambridge waar hij aardrijkskunde studeerde. Hij was lid van het studententheatergezelschap Footlights, maar na zijn studie werkte hij eerst zes jaar voor Unilever. Ondertussen ging hij met Steve Punt, die hij ontmoette aan de universiteit, door met comedy, bijvoorbeeld in de Londense Comedy Store. Zoals ooit genoemd werd in een aflevering van Have I Got News for You ontmoette hij in zijn studententijd ook komiek Will Self, met wie hij rugby speelde.
Anno 2008 woont hij in Chichester met zijn vrouw Kate, met wie hij trouwde in 1996, en hun twee kinderen, een zoon (april 1997) en een dochter (juli 1999).

## Carrière
Als imitator deed Dennis stemmen voor Spitting Image, en verscheen hij met Punt in twee televisieseries voor de BBC die gepresenteerd werden door Jasper Carrott.
Het paar vormde de helft van The Mary Whitehouse Experience op BBC Radio 1, dat later een televisieserie wordt. Zijn radiowerk met Punt omvat ruim 10 jaar met programma's als Punt and Dennis, It's Been a Bad Week en The Now Show. In The Now Show werkt hij ook samen met Mitch Benn, Laura Shavin, Jon Holmes en Marcus Brigstocke.
Dennis heeft gespeeld in diverse radio- en televisieprogramma's zoals The Imaginatively Titled Punt and Dennis Show en sitcom Me, You and Him. Hij was gastpresentator van Have I Got News for You en speelde de vervelende huisarts Piers Crispin in My Hero. Dennis werd in 2005 panellid in Mock the Week.